# Saint-Yorre (eau minérale)
Pour les articles homonymes, voir Saint-Yorre.
Saint-Yorre, anciennement Vichy Saint-Yorre, est une marque d'eau minérale française du bassin de Vichy, appartenant à la SNC Neptune distribution, filiale du groupe Alma.

## Source
Les eaux de Saint-Yorre émergent autour de Saint-Yorre dans l'Allier à quelques kilomètres au sud de Vichy, au nord du Massif central.
L'eau de la marque Saint-Yorre est composée d'eaux minérales naturelles provenant du groupement des sources nommées Royales qui émergent toutes avec la même composition physico-chimique et qui sont situées sur les communes de Saint-Yorre et Hauterive dans l'Allier et de Saint-Priest-Bramefant et Saint-Sylvestre-Pragoulin dans le Puy-de-Dôme.

## Historique

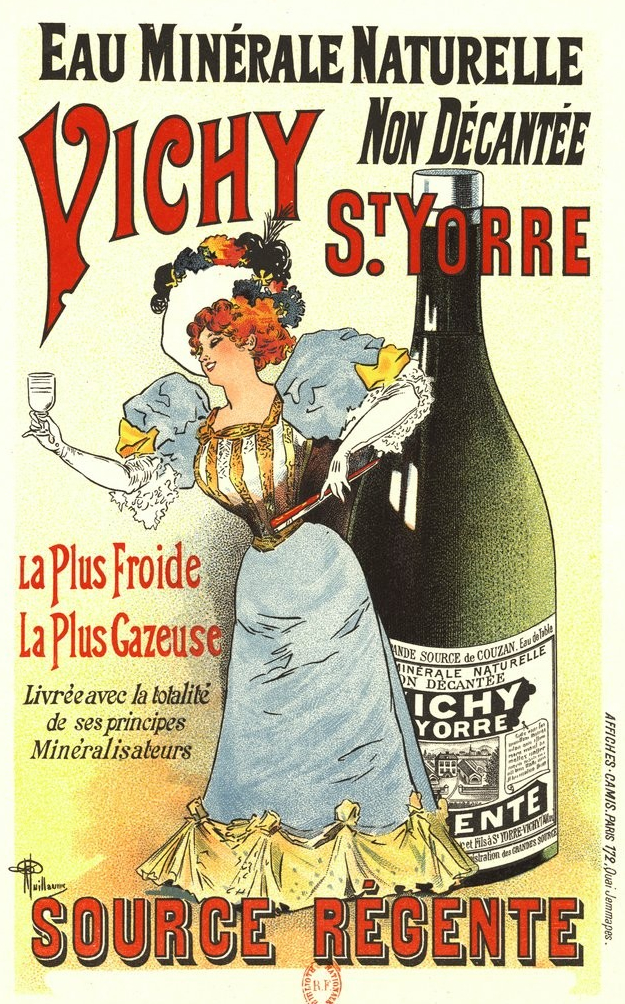
Publicité pour l'eau minérale Vichy Saint-Yorre. Affiche d'Albert Guillaume, vers 1895.

En 1850, Nicolas Larbaud (père de l'écrivain Valery Larbaud), pharmacien de son état et propriétaire à Saint-Yorre, écrit sur les propriétés physico-chimiques de l'eau des sources jaillissant sur son terrain. Au milieu du XIXe siècle, l'autorisation de les exploiter lui est accordée.
En 1859, création de la première société des eaux de Saint-Yorre : la compagnie propriétaire des sources minérales de Saint-Yorre, bassin de Vichy.
En 1862, le site reçoit le droit de porter la mention Bassin de Vichy en raison de la similitude de la composition physico-chimique des eaux de Vichy et de Saint-Yorre.
Vers la fin du XIXe siècle, 140 petites exploitations sont créées.
Vers 1920, 22 exploitations puisent encore l'eau de Saint-Yorre.
En 1993, le groupe Castel rachète les eaux minérales de Vichy pour 800 millions de francs au groupe Nestlé à la suite d'une décision de la Commission européenne.
En 2008, le groupe Alma (Roxane), spécialisée dans les eaux minérales, rachète les parts de Castel dans la société en partenariat avec le groupe japonais Otsuka.

## Propriétés et composition analytique
Saint-Yorre est une eau minérale naturellement gazeuse. L'eau est séparée de son dioxyde de carbone et déferrisée. Puis le gaz est réintroduit dans les mêmes proportions qu'à l'émergence au moment de l'embouteillage.
Selon l'étiquette d'une bouteille française produite en 2022, la composition analytique de l'eau est la suivante :
| Éléments            | Proportion en mg/L |
| ------------------- | ------------------ |
| Calcium             | 90                 |
| Magnésium           | 11                 |
| Sodium              | 1 708              |
| Potassium           | 110                |
| Sulfates            | 174                |
| Bicarbonates        | 4 368              |
| Chlorures           | 322                |
| Fluorures           | 1,5                |
| Résidu sec à 180 °C | 4 774              |
| pH                  | 6,6                |

Du fait de sa forte teneur en sodium, cette eau est déconseillée aux personnes faisant de l'hypertension artérielle (elles doivent demander l'avis de leur médecin généraliste ou de leur cardiologue).